# Station Zamość Bortatycze
Station Zamość Bortatycze is een spoorwegstation in de Poolse plaats Wysokie.